# Tunnel Hill
Tunnel Hill è un comune degli Stati Uniti d'America, situato nello Stato della Georgia, nella contea di Whitfield e in parte nella contea di Catoosa.